# Dai Jin (Maler)

Dài Jìn – Späte Heimkehr von einem Frühlingsausflug, Tusche auf Seide

Dai Jin (chinesisch 戴進, Pinyin dài jìn, W.-G. Tai Chin; * 1388 in Hangzhou, Provinz Zhejiang; † 1462 ebenda) war ein chinesischer Maler der Ming-Dynastie.

## Leben
Dài befasste sich bereits als Junge mit der Malerei, ergriff aber zunächst den Beruf eines Zimmermanns. Später war er am Hof Kaiser Xuanzongs tätig, wo ihm als Berufsmaler aber die Verachtung der Beamtengelehrten entgegenschlug. Aufgrund von Intrigen musste sich Dài bereits nach einigen Jahren in seine Heimat nahe Hangzhou zurückziehen. Dort hoffte er, seinen Lebensunterhalt als freier Maler verdienen zu können, starb aber 1462 völlig verarmt.

## Werk
Dài Jìn gilt als Gründer der Zhe-Schule (benannt nach seiner Heimatprovinz Zhejiang), die an die Tradition der Akademiemalerei der südlichen Song-Dynastie anknüpfte. Zu seinen Vorbildern zählten insbesondere Ma Yuan und Xia Kuai. Seine Landschaftsbilder zeichnen sich durch lyrisch-atmosphärischen, der Wiedergabe momenthafter Stimmungen verpflichteten Stil aus. Charakteristisch ist auch der kontrastreiche und betont graphische Einsatz von Texturzeichnungen, etwa an Fels-, Baum- oder Laubpartien.
Zu Dài Jìns bedeutendsten Werken gehören Späte Heimkehr von einem Frühlingsausflug, An einem Bach rastender Einsiedler, Heimkehrendes Boot im Regensturm oder Die Suche nach dem Paradies. Ein bevorzugtes Motiv waren auch Fischerboote auf Flüssen.
Arbeiten von Dai Jin befinden sich im Guangzhou Museum of Art.